# Trzęsienie ziemi na Oceanie Indyjskim (2012)
Trzęsienie ziemi na Oceanie Indyjskim – trzęsienie ziemi o magnitudzie 8,6, które nawiedziło okręg Aceh w Indonezji 11 kwietnia 2012 roku o godzinie 15:38 czasu miejscowego; jego epicentrum znajdowało się 500 km na południowy zachód od Banda Aceh, a hipocentrum na głębokości 22 km. Główne miasto objęte trzęsieniem ziemi to Banda Aceh. Fala tsunami, która nawiedziła Simeulue, miała od 40 do 50 cm wysokości.

## Skutki
Kilkadziesiąt kilometrów od wybrzeży Sumatry woda cofnęła się o 10 m.
Rząd Tajlandii ewakuował mieszkańców wybrzeża Andamańskiego.